# Stenoloba elegans
Stenoloba elegans là một loài bướm đêm trong họ Noctuidae.